# Atentado contra los cuarteles en Beirut en 1983
El atentado contra los cuarteles en Beirut en 1983 fue un ataque terrorista que tuvo lugar en la mañana del domingo 23 de octubre de 1983, cuando dos camiones bomba impactaron en sendos edificios en Beirut, capital de Líbano, que albergaban a militares estadounidenses y franceses de la Fuerza Multinacional en el Líbano (MNF), una operación militar de mantenimiento de la paz durante la guerra civil libanesa. El ataque mató a 307 personas: 241 militares estadounidenses y 58 franceses, además de seis civiles y los dos atacantes suicidas.
El primer terrorista suicida detonó un camión bomba en el edificio que servía como cuartel para el 1.er Batallón 8.º Marines (Equipo de Aterrizaje del Batallón - BLT 1/8) de la 2.ª División de Marines, matando a 220 infantes de marina, 18 marineros y tres soldados, haciendo de este incidente el más mortífero en un solo día para el Cuerpo de Marines de los Estados Unidos desde la Batalla de Iwo Jima en la Segunda Guerra Mundial, y para las Fuerzas Armadas de los Estados Unidos desde el primer día de la ofensiva del Tet en la guerra de Vietnam. Otros 128 estadounidenses resultaron heridos en la explosión; 13 murieron más tarde a causa de sus heridas y se cuentan entre el número total de fallecidos. Un anciano libanés, un vendedor conocido por trabajar y dormir en su puesto de comida al lado del edificio, también murió en la primera explosión. Posteriormente se estimó que los explosivos utilizados equivalían a 9.500 kg (21.000 libras) de TNT.
Minutos después, un segundo atacante suicida golpeó el edificio Drakkar de nueve pisos, a pocos kilómetros de distancia, donde estaba estacionado el contingente francés; 55 paracaidistas del 1.er Regimiento de Cazadores de Paracaidistas y tres paracaidistas del 9.º Regimiento de Cazadores de Paracaidistas murieron y 15 resultaron heridos. Fue la peor pérdida militar francesa desde el final de la guerra de Argelia. La esposa y los cuatro hijos de un conserje libanés en el edificio francés también murieron y más de veinte civiles libaneses resultaron heridos.
Un grupo llamado Yihad Islámica se atribuyó la responsabilidad de los atentados y dijo que el objetivo era obligar a la MNF a salir del Líbano. Según Caspar Weinberger, entonces Secretario de Defensa de los Estados Unidos, no se sabe quién llevó a cabo el atentado. Algunos análisis destacan el papel de Hezbolá e Irán y califican el ataque de "una operación iraní de arriba abajo". No hay consenso sobre si Hezbolá existía en el momento del atentado.  Los ataques finalmente llevaron a la retirada de la fuerza internacional de mantenimiento de la paz del Líbano, donde habían estado estacionadas después de la retirada de la Organización para la Liberación de Palestina (OLP) tras la invasión de Israel al Líbano en 1982.

## Atentado

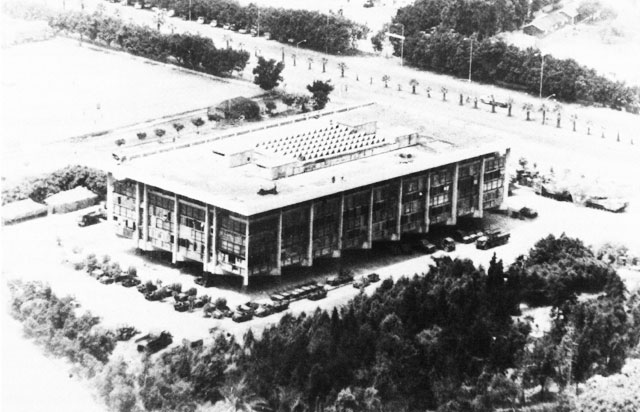
El cuartel del Cuerpo de Marines de los Estados Unidos (USMC) en Beirut

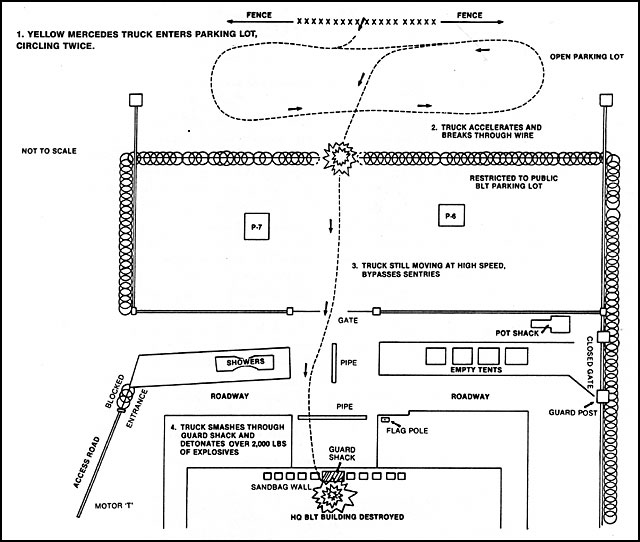
Croquis de la ruta tomada por el terrorista suicida en la mañana del 23 de octubre de 1983. [Del Informe de la Comisión Larga].

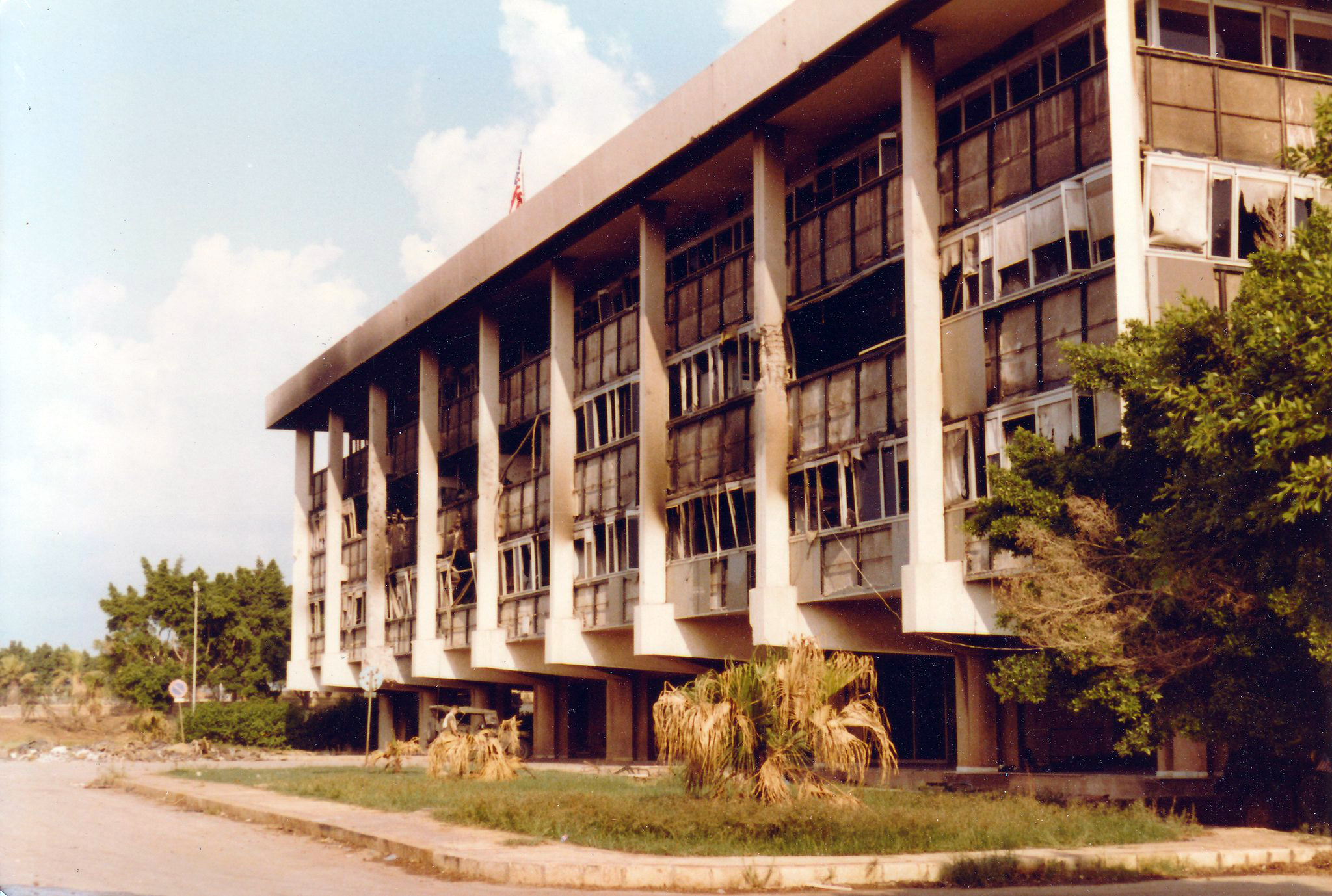
El edificio en 1982

Alrededor de las 06:22 del 23 de octubre de 1983, un camión Mercedes-Benz amarillo de 19 toneladas con plataforma de estaca se dirigió al aeropuerto internacional de Beirut. El 1.er Batallón 8.º de Infantería de Marina (BLT), comandado por el teniente coronel Larry Gerlach, era un elemento subordinado de la 24.ª MAU. El camión no era el camión cisterna que esperaban, sino un camión secuestrado que transportaba explosivos. El conductor giró su camión hacia un camino de acceso que conducía al complejo. Rodeó el estacionamiento y aceleró para atravesar una barrera de alambre de púas de 5 pies (1,5 m) de altura que separaba el estacionamiento del edificio. El alambre estalló "como si alguien caminara sobre ramitas". Luego, el camión pasó entre dos puestos de vigilancia y atravesó una puerta abierta para vehículos en la cerca de alambre del perímetro, se estrelló contra una caseta de guardia frente al edificio y contra el vestíbulo del edificio que servía como cuartel para el 1.er Batallón 8.º de Infantería de Marina (BLT). Los centinelas en la puerta estaban operando bajo las reglas de combate, lo que hacía muy difícil responder rápidamente al ataque. El día del atentado se ordenó a los centinelas que mantuvieran un cargador insertado en su arma, el cerrojo cerrado, el arma en la caja fuerte y sin balas en la recámara. Solo un centinela, LCpl Eddie DiFranco, pudo cargar su arma. Sin embargo, para ese momento el camión ya estaba estrellándose contra la entrada del edificio.

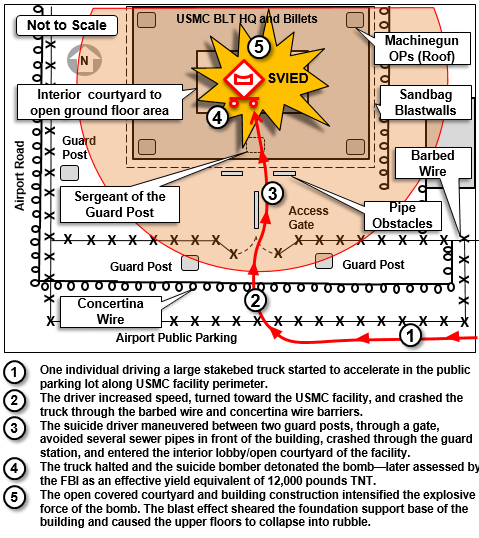
Diagrama del ataque.

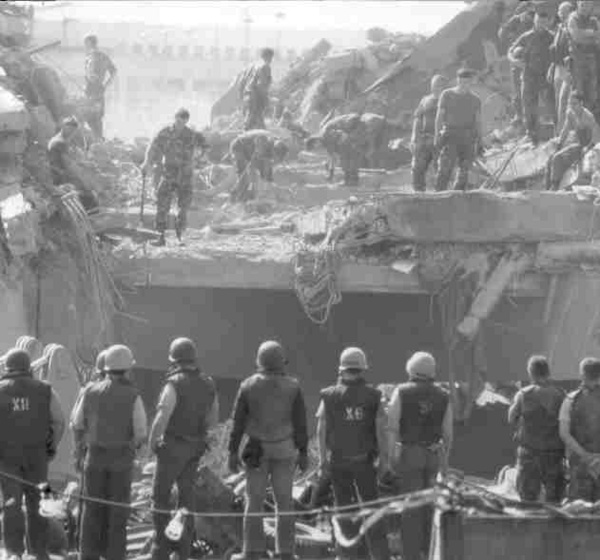
Cuartel de los Marines en Beirut después del atentado, 23 de octubre de 1983

El atacante suicida, un ciudadano iraní llamado Ismail Ascari, detonó una carga de explosivos estimada con posterioridad en unos 9.525 kilogramos (21.000 libras) de TNT. La fuerza de la explosión derrumbó el edificio de cuatro pisos y lo dejó reducido a escombros, matando por aplastamiento a 241 militares estadounidenses. Según Eric Hammel en su historia de la fuerza de desembarco de la Marina de los Estados Unidos:

La fuerza de la explosión levantó inicialmente toda la estructura de cuatro pisos, cortando las bases de las columnas de soporte de hormigón, cada una de las cuales medía quince pies de circunferencia y estaba reforzada por numerosas varillas de acero de una pulgada y tres cuartos. A continuación, el edificio se desplomó sobre sí mismo. Una enorme onda expansiva y una bola de gas en llamas fueron lanzadas en todas direcciones.

Familiares, políticos y militares acompañan al presidente Ronald Reagan lamentando las pérdidas

El mecanismo explosivo era un dispositivo mejorado con gas que constaba de butano comprimido en botes empleados con tetranitrato de pentaeritritol (PETN) para crear un explosivo de combustible y aire. La bomba se había transportado sobre una capa de hormigón cubierta con una losa de mármol para dirigir la explosión hacia arriba. A pesar de la falta de sofisticación y la amplia disponibilidad de sus componentes, el dispositivo mejorado con gas demostró ser un arma letal. Estos dispositivos eran similares a las armas termobáricas o de combustible-aire, lo que explica la gran explosión y el daño. Una investigación forense posterior a la acción realizada por la Oficina Federal de Investigaciones (FBI) determinó que la bomba era tan poderosa que probablemente habría derribado el edificio incluso si los centinelas hubieran logrado detener el camión entre la puerta y el edificio.
Menos de diez minutos después, se produjo un ataque similar contra el cuartel de la 3.ª Compañía francesa del 1.er Regimiento de Cazadores de Paracaidistas, a 6 km de distancia en la zona de Ramlet al Baida, en el oeste de Beirut. Mientras el atacante suicida conducía su camioneta hacia el edificio "Drakkar", los paracaidistas franceses comenzaron a disparar contra el camión y su conductor. Se cree que el conductor murió y el camión fue inmovilizado y rodado hasta detenerse a unas 15 yardas (14 m) del edificio. Pasaron unos momentos antes de que el camión explotara, derribando el edificio de nueve pisos y matando a 58 paracaidistas franceses. Se cree que esta bomba fue detonada por control remoto y que, aunque de construcción similar, era más pequeña y un poco menos de la mitad de poderosa que la utilizada contra los marines. Muchos de los paracaidistas se habían reunido en sus balcones momentos antes para ver qué estaba pasando en el aeropuerto. La esposa y los cuatro hijos de un conserje libanés en el edificio francés también murieron y más de veinte civiles libaneses resultaron heridos.
"La explosión en el cuartel francés hizo saltar todo el edificio de sus cimientos y lo arrojó unos 6 metros hacia el oeste, al tiempo que rompía las ventanas de casi todas las casas del vecindario (...). Los paracaidistas franceses y los trabajadores de la defensa civil libanesa, ayudados por excavadoras, trabajaron bajo los focos durante toda la noche en el cuartel francés, intentando derribar los ocho pisos de cemento de 90 centímetros de espesor que habían caído unos sobre otros y llegar hasta los hombres que aún podían oír gritar pidiendo ayuda. Bombeaban regularmente oxígeno en la montaña de escombros para mantener con vida a los que seguían atrapados abajo".
Una organización autodenominada Jihad Islámica asumió la responsabilidad del atentado, aunque el gobierno de los Estados Unidos acusó a Irán y Siria de apoyar estas acciones y a miembros del futuro grupo Hezbolá de llevarla a cabo.
El 8 de marzo de 1985, la CIA organizó un atentado con coche bomba en represalia por el ataque a las tropas estadounidenses. El objetivo principal del atentado era matar a Mohammad Hussein Fadlallah, un influyente representante religioso de la población chiita libanesa que, aunque no estaba vinculado a estos hechos y se oponía a los atentados suicidas, era cercano a Hezbolá. Escapó del ataque, pero la potencia de la explosión mató a 80 personas e hirió a más de 200 de los habitantes del barrio.
Tras una ardua investigación, el gobierno de Estados Unidos determinó que realmente los atentados habían sido ejecutados con armamento proporcionado por Irán y Siria. A pesar de esto ambos gobiernos negaron su implicación, pero en 2004 el gobierno iraní mandó construir un monumento en honor de quienes ejecutaron el ataque.